# Оренбургская губерния (1744—1781)
Оренбу́ргская губе́рния — историческая губерния Российской империи. Губернский город — Оренбург. Губерния и прилегающая к ней территория называлась Оренбургским краем.
Образована в 1744 Указом императрицы Елизаветы Петровны с подчинением ей Уфимской провинции, и преобразована в 1781 Указом императрицы Екатерины II в Уфимское наместничество.
Губерния стала главное ареной Восстания Пугачёва.

## География
В конце XVIII века граничила на северо-востоке с Пермской губернией, на востоке — Тобольской, на юго-востоке — Средним казахским жузом, на юге — Младшим, на юго-западе — Астраханской и Саратовской, на западе — Казанской, на северо-западе — Вятской.

## История
Оренбургский край стал развиваться при императрице Анне Иоанновне. Оренбургская экспедиция, созданная И. К. Кириловым, занималась строительством системы укреплений — Оренбургской линией — которой была подконтрольна территория края.
Учреждена 15 марта 1744 Указом императрицы Елизаветы Петровны по инициативе И. И. Неплюева. В состав губернии вошли Исетская провинция Сибирской губернии, Уфимская провинция и созданная Оренбургская провинция из крепостей Оренбургской линии. Под её контроль также перешло Яицкое казачье войско и Младший жуз, и созданное Оренбургское казачье войско. Город Оренбург, основанный в 1743 как Оренбургская крепость, сделан губернским.
В 1745 в Оренбургскую губернию вошла Ставропольская провинция; в 1752 губернии передан город Гурьев из Астраханской губернии, в 1773 — город Самара из Казанской.
В период Восстания Пугачёва, практически все населённые пункты региона, кроме Оренбурга, выдержавшего осаду с октября 1773 до апреля 1774, взяты или добровольно сдались восставшим.
В 1775–1780 правительство уделяло внимание восстановлению региона: вновь отстроены уничтоженные в ходе восстания крепости и населённые пункты; отменены торговые монополии, что ускорило развитие ремесла и торговли; земли губернии стали активнее раздаваться дворянам, организовавшим массовое переселение крестьян из центральных губерний.
Преобразована 23 декабря 1781 Указом императрицы Екатерины II в Уфимское наместничество: Симбирскому наместничеству переданы Самарский и Ставропольский (с центром в городе Ставрополь на Волге) уезды, Пермскому — Осинский и Шадринский, под контроль Астраханской губернии — города Гурьев и Уральск с территорией Уральского казачьего войска.
В 1782 учреждена Оренбургская область в составе Уфимского наместничества, Оренбург сделан областным городом.
Губерния вторична учреждена 12 декабря 1796 Указом Павла I путём переименования Уфимского наместничества.

## Губернаторы
- 1744–1758 — тайный советник Иван Иванович Неплюев
- 1758–1762 — действительный статский советник Афанасий Романович Давыдов
- 1763–1764 — действительный статский советник Дмитрий Васильевич Волков
- 1764–1768 — князь, генерал-поручик Авраам Артамонович Путятин
- 1768–1781 — генерал-поручик Иван Андреевич Рейнсдорп